# Moritz Erdmann
Moritz Heinrich Eduard Erdmann oder Heinrich Eduard Moritz Erdmann (* 15. April 1845 in Arneburg bei Stendal; † 18. Dezember 1919 in München) war ein deutscher Landschaftsmaler und -radierer, Zeichner und Gouache-Künstler.

## Leben

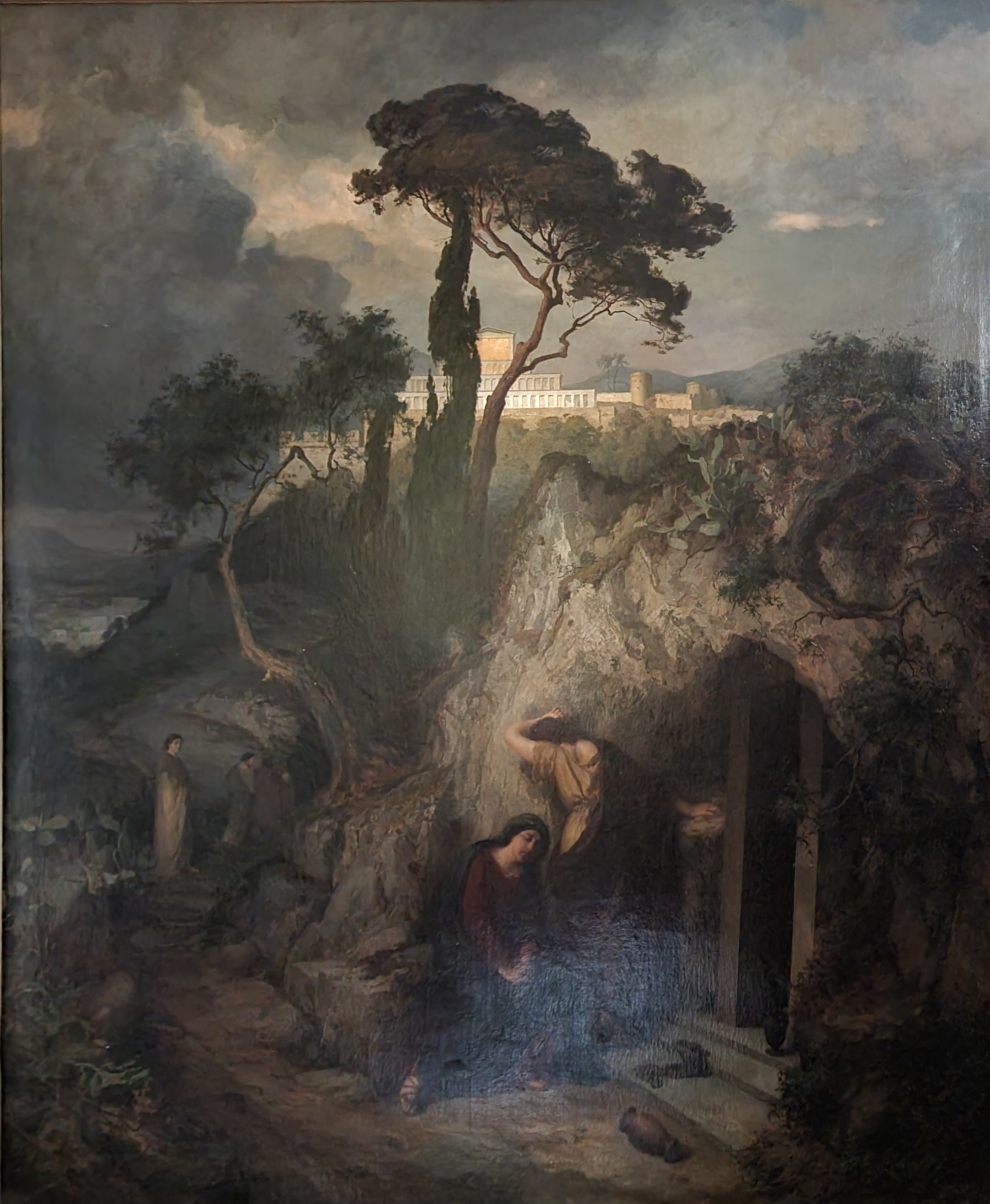
Die von Erdmann großformatig geschaffene „Biblische Landschaft mit Maria Jacobi und Maria Magdalena am Grabe Christi trauernd“ wurde 1881 auf der 55. Ausstellung der Königlich Preußischen Akademie der Künste in Berlin gezeigt

Erdmann besuchte die Berliner Kunstakademie und wurde Schüler des Marine- und Landschaftsmalers Hermann Eschke. Im Anschluss an sein Studium unternahm Erdmann Studienreisen nach Thüringen, dem Harz, Schleswig, Holland, Schweden und hielt sich ein Jahr in Italien auf, wo er 1874 und 1875 erstmals in Rom weilte. Zudem reiste er in den Orient und nach Spanien.
Später kehrte Erdmann noch mehrere Male zurück nach Italien, darunter 1873/1875 nochmals nach Rom.
Erdmann beschickte von 1870 bis 1892 regelmäßig die Kunstausstellungen der Berliner Akademie; auf der 55. Ausstellung der Königlichen Akademie der Künste im Jahr 1881 – Erdmann hatte seinen Sitz seinerzeit in der Schönebergerstraße 25 – waren zwei seiner verkäuflichen Werke ausgestellt, untertitelt In den Ruinen der Villa des Kaisers Hadrian in Tivoli bei Rom sowie die Biblische Landschaft mit Maria Jacobi und Maria Magdalena am Grabe Christi trauernd.
Ab 1893 waren Werke Erdmanns dann auf den Großen Berliner Kunstausstellungen zu sehen. Seine Einsendungen fanden sich zudem öfter im Münchener Glaspalast.
In seinen späten Lebensjahren lebte Moritz Erdmann in Pasing bei München, wo er 1919 starb. Teile seines Nachlasses wurden Anfang 1920 im Münchner Kunstverein gezeigt.

## Werk und Werke (Auswahl)

### Landschaftsmalereien
Erdmanns Landschaften zeichnen sich durch „poetische, etwas schwermütige Auffassung und durch eine tiefe, kräftige Färbung“ aus. Von diesen wurden insbesondere hervorgehoben:
- 1877:[2] Die Villa Adriana bei Tivoli, die in den „Besitz des Deutschen Kaisers“ gelangte[2]
- 1881:[2] Biblische Landschaft mit den Frauen am Grab Christi[4] beziehungsweise Biblische Landschaft mit Maria Jacobi und Maria Magdalena am Grabe Christi trauernd.[5], auch Biblische Landschaft mit den Marien am Grabe genannt[2]
- 1903: Waldrand; gelangte in das Museum in Halle an der Saale[2]

Zudem wurden 1891 drei Werke Erdmanns in der vom Verein Berliner Künstler veranstalteten Internationalen Kunstausstellung anlässlich seines fünfzigjährigen Bestehens zum Verkauf ausgestellt; Erdmanns Wohnsitz wurde seinerzeit mit „München“ angegeben:
- - Marine in der Schule[6]
  - Die Thermen in der Villa Kaiser Hadrians bei Tivoli[6]
  - Puerta Sant' Andres in Segovia (Spanien)[6]

Außerdem sind bekannt:
- Heide am Regenstein im Harz[4]
- das Morsumkliff auf der Insel Sylt[4]
- Mondnacht im Gallmarsfjord[4]
- Die Grüne Grotte auf Capri[4]
- Ein Heiligtum auf Cavri in alter Zeit[4]
- Der Watzmann bei Berchtesgaden[4]
- Straße in Subiaco bei Mondschein[4]
- der hohe Göll in der Ramsau[4]
- das Obernberger Tal am Brenner[4]

noch unbelegt:
- Die Aqua Claudia des Campo santo in Neapel
- Die römische Campagna

### Radierungen
Erdmann schuf zudem einige Radierungen, vor allem von italienischen und anderen Landschaften.